# Xylopia discreta
Xylopia discreta är en kirimojaväxtart som först beskrevs av Carl von Linné d.y., och fick sitt nu gällande namn av Thomas Archibald Sprague och John Hutchinson. Xylopia discreta ingår i släktet Xylopia och familjen kirimojaväxter. Inga underarter finns listade i Catalogue of Life.